# Microglyphis estuarina
Microglyphis estuarina är en snäckart som först beskrevs av Dall 1908.  Microglyphis estuarina ingår i släktet Microglyphis och familjen Ringiculidae. Inga underarter finns listade i Catalogue of Life.